# Francesco Terilli
Francesco Terilli (Feltre, XVI secolo – XVII secolo) è stato uno scultore italiano, attivo fra il 1596 e il 1633 principalmente a Feltre e, in misura minore, a Venezia.

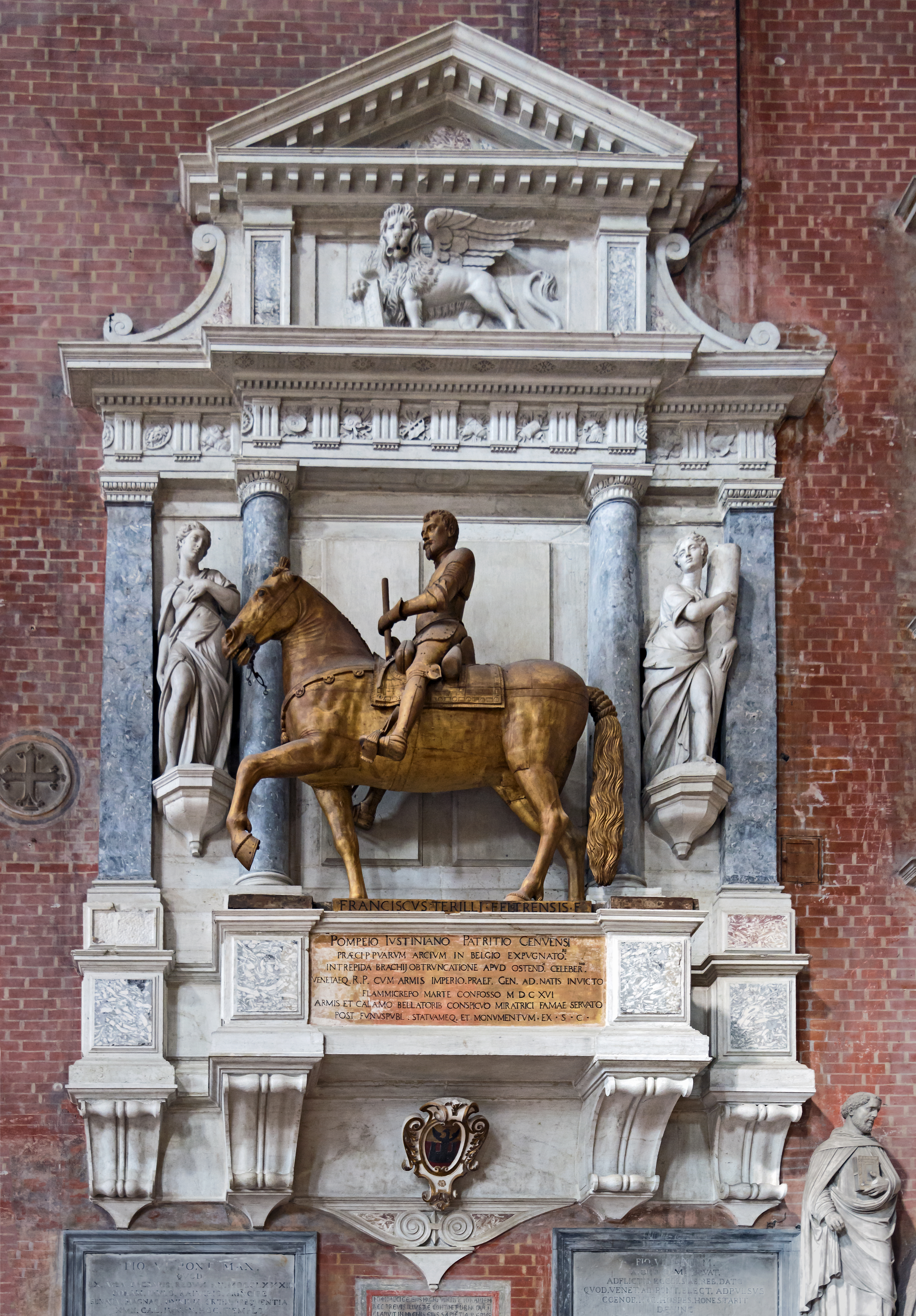
Monumento di Pompeo Giustiniani a Venezia

San Giovani Battista Museo civico di Santa Caterina Treviso

Della riscoperta in tempi recenti dell'intagliatore e scultore veneto Francesco Terilli gran parte del merito va a Giuseppe Biasuz, storico particolarmente legato agli argomenti veneti e, fra questi, il Terilli era uno dei suoi più amati. All'artista feltrino dedica innumerevoli saggi e articoli e ben tre piccole monografie, l'ultima delle quali del 1988 è particolarmente utile per la suddivisione del corpus terilliano dalla bottega e dai seguaci, documentando un discreto numero di opere firmate o di commissione certa.
Le venti opere certe sono rappresentate nei tre materiali utilizzati da Francesco: legno, bronzo e avorio; quest'ultimo è fra i più preziosi per tipologia di materiale, finezza di intaglio e rarità.